# منزل حر
منزل حر (به عربی: منزل حر) یک منطقهٔ مسکونی در تونس است که در استان نابل واقع شده‌است. منزل حر ۵٬۲۴۳ نفر جمعیت دارد.